# Josef Kajetán Tyl

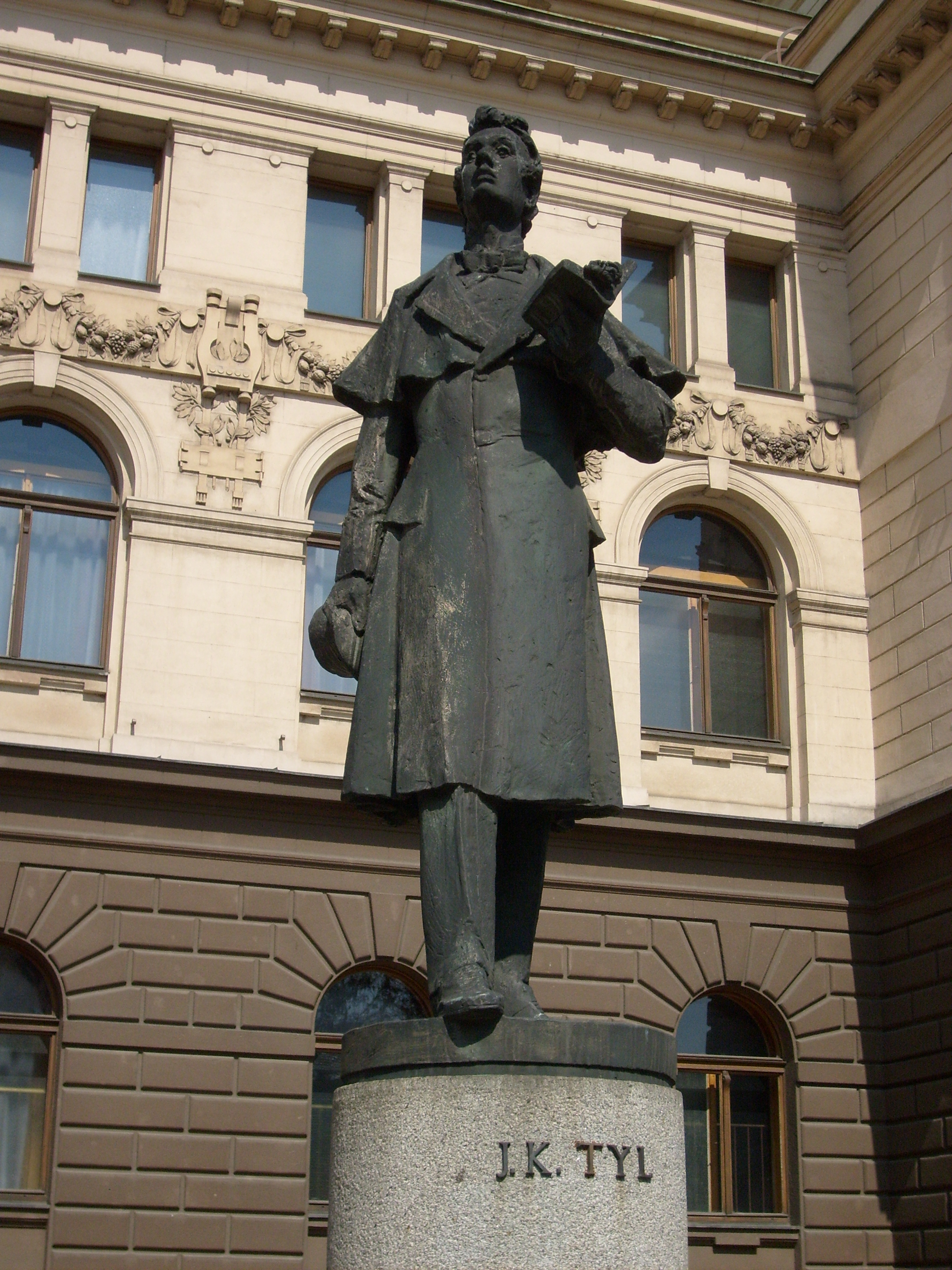
Socha Josefa Kajetána Tyla v Plzni

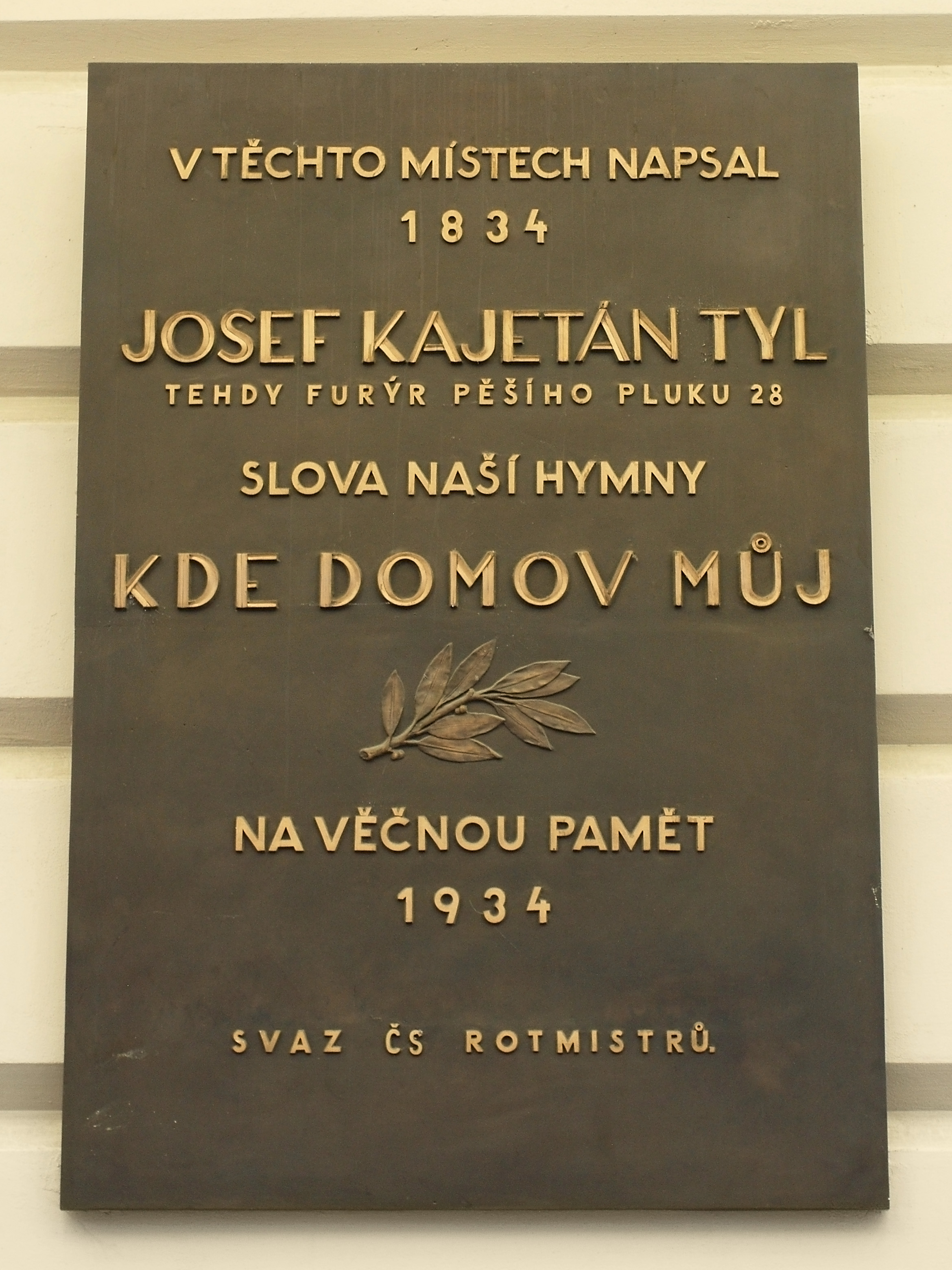
Pamětní deska na místě (náměstí Republiky, od roku 2007 umístěna na obchodním centru Palladium), kde roku 1834 Josef Kajetán Tyl napsal slova k pozdější české hymně; odhalena zřejmě ke 100. výročí roku 1934

Josef Kajetán Tyl (4. února 1808 Kutná Hora – 11. července 1856 Plzeň) byl český dramatik, režisér, herec, překladatel, divadelní kritik, spisovatel a novinář.

## Životopis
Narodil se jako Josef František Till dne 4. února 1808 v Kutné Hoře v Domě u zlatého hřebene (dnes se jmenuje Tylův a nachází se v Tylově ulici, dříve Čáslavské). Jméno Kajetán dostal při biřmování a své rodné příjmení si v roce 1825 měnil na „Týl“ a na „Tyl“ až roku 1838. Jeho rodiče byli Jiří Till (v úředních záznamech psán též jako Tille, Tylli nebo Týl), hudebník (hoboj) u 28. pěšího pluku, a Barbora Králíková, dcera mlynáře Ignáce Králíka. Otec v roce 1809 odešel od vojska a živil se krejčovinou a muzicírováním. Manželé měli ještě další tři děti (dvě zemřely). Josef po otci zdědil hudební nadání, zpíval a naučil se na různé hudební nástroje. Otec mu po večerech přečítal a bral ho na ochotnické divadlo.
Josef od roku 1822 studoval staroměstské Akademické gymnázium v Praze, roku 1827 odešel pokračovat na gymnázium do Hradce Králové, kde se seznámil s Václavem Klimentem Klicperou. Po ukončení gymnázia (1828) začal studovat Filozofickou fakultu Karlo-Ferdinandovy univerzity v Praze. Studium nedokončil.
Stal se členem Hilmerovy kočovné společnosti, kde se blíže seznámil s Magdalenou Forchheimovou, herečkou a operní zpěvačkou, se kterou se pak v roce 1839 oženil. Po dvou letech působení u této společnosti se vrátil do Prahy. V Praze získal místo účetního (fourier [fuʁje]IPA) ve vojenské kanceláři 28. pěšího pluku, kde pracoval až do roku 1842. Ve volném čase se dále věnoval divadlu a novinařině. Od roku 1833 prakticky vedl redakci časopisu Jindy a nyní, tento časopis se po roce 1834 změnil na Květy české a až roku 1835 se název zřejmě na podnět Františka Palackého, zjednodušil na Květy. Redigoval jej do roku 1836 a v letech 1840–1845. Dále vydával časopis Vlastimil (1840–1842), v letech 1846–1849 redigoval Pražského Posla. Roku 1849 se pokusil založit noviny pro venkov – Sedlské noviny, ale tento pokus brzy ztroskotal.
V roce 1833, společně s Karlem Slavojem Amerlingem, Františkem Dittrichem, skupinou literátů z okruhu Květů V. Filípkem, Františkem Hajnišem, Františkem Krumlovským, Karlem Hynkem Máchou a dalšími, založil Kajetánské divadlo, které hrálo na pražské Malé Straně v Kajetánském domě lékárníka a divadelníka Jana Dobromila Arbeitera. Bylo zaměřeno na vzdělanější vrstvy a během své čtyřleté existence se zde konalo 25 představení především domácích dramatiků (Václav Kliment Klicpera, Jan Nepomuk Štěpánek ad.). Od roku 1842 působil jako režisér a dramaturg v Novém divadle v Růžové ulici. Dne 21. prosince 1834 byla uvedena na scéně Stavovského divadla jeho divadelní hra Fidlovačka, kde byla poprvé zpívána píseň Kde domov můj. V roce 1835 dal dohromady ochotnickou společnost, která hrála české hry ve Stavovském divadle. Roku 1846 odešel do Stavovského divadla, kde působil jako dramatik. Ředitelem Hofmanem byl pověřen řízením českých představení (do roku 1851). V této době se dostal na vrchol kariéry, byly vydány všechny jeho spisy, obdržel cenu Matice české a zlatý prsten za literaturu, byl nazýván miláčkem českého národa. V této době působil také jako organizátor českého kulturního života (organizoval plesy atp.).
Během revolučního roku 1848 se zapojil i do politického dění. Byl členem Svatováclavského výboru, účastníkem Slovanského sjezdu a účastnil se založení Slovanské lípy. Ve volbách roku 1848 byl zvolen na rakouský ústavodárný Říšský sněm. Zastupoval volební obvod Unhošť v Čechách. Uvádí se jako spisovatel. Patřil ke sněmovní pravici. V Kroměříži na Riegerově náměstí, kde během konání Říšského sněmu bydlel, je umístěna pamětní deska, připomínající nejen jeho účast na jednání sněmu, ale i to, že zde napsal své drama Krvavé křtiny, aneb Drahomíra a její synové.
Aby uživil početnou rodinu, snažil se úřadům zavděčit oslavnými texty na mocnáře – v roce 1853 například napsal oslavné díkuvzdání za nezdařený atentát na Františka Josefa I. (atentát z 18. února 1853). Nic mu to však nepomohlo a dluhy nadále narůstaly. V této době si udělal spoustu nepřátel a byl propuštěn z divadla. Poté odešel k Zöllnerově kočovné společnosti vedené Filipem Zöllnerem, těžce onemocněl a nakonec zemřel v Plzni v bídě.
Cílem jeho tvorby bylo vytvořit české drama. Nejprve hry pouze překládal, ale pak je začal i psát. V 50. letech 20. století byla Tylova díla aktualizována pod vlivem dobové ideologie a koncepcí Zdeňka Nejedlého. Tylova dramata byla dávána za příklad pro svou lidovost, realismus a společenskou angažovanost.

## Soukromý život
V roce 1839 se oženil s herečkou a zpěvačkou Magdalenou Forchheimovou, se kterou čekal dítě. Dítě se ale narodilo mrtvé a Magdalena již po tomto těžkém porodu další děti mít nemohla. Záhy navázal intimní poměr s Magdaleninou mladší sestrou Annou Forchheimovou-Rajskou (1824–1903). Tak vznikl manželský trojúhelník se dvěma sestrami. Se svou milenkou Annou nakonec zplodil osm dětí (jedno zemřelo předčasně), které vychovávala manželka Magdalena. Synové užívali příjmení Forchheim, dcerám úřady povolily příjmení po otci. Jednalo se o následující potomky:
- Josef Otakar Forchheim (1843–1907), doktor filosofie, gymnasiální profesor v Německém Brodě a později školní inspektor ve Slaném[16]
- Jan Stanislav Forchheim (1845–1890), soustružník železa, později vojenský hudebník a poštovní úředník[16]
- Marie Eleonora Tylová (1848–1868), herečka kočovné společnosti, zemřela dvacetiletá při průjezdu Morkovicemi na neštovice[17]
- Eliška Tylová (1850–1909), v mládí herečka, po získání vzdělání vychovatelka a pěstounka v Praze[18] (V rozporu s fakty užívala příjmení Tylová a uváděla se jako manželská dcera Josefa Kajetána Tyla a Anny Forchheimové, kteří manželé nebyli.[19][20])
- Vojtěch Josef Forchheim (1851–1862), jako dítě utonul ve Vltavě
- František K. Forchheim (1853–1902), herec, později inspicient Národního divadla, známý pod pseudonymem Horník
- Kajetán Josef Forchheim (1856–?), narodil se měsíc po Tylově smrti, vyučil se pekařem a odešel do zahraničí; jeho další osud není znám

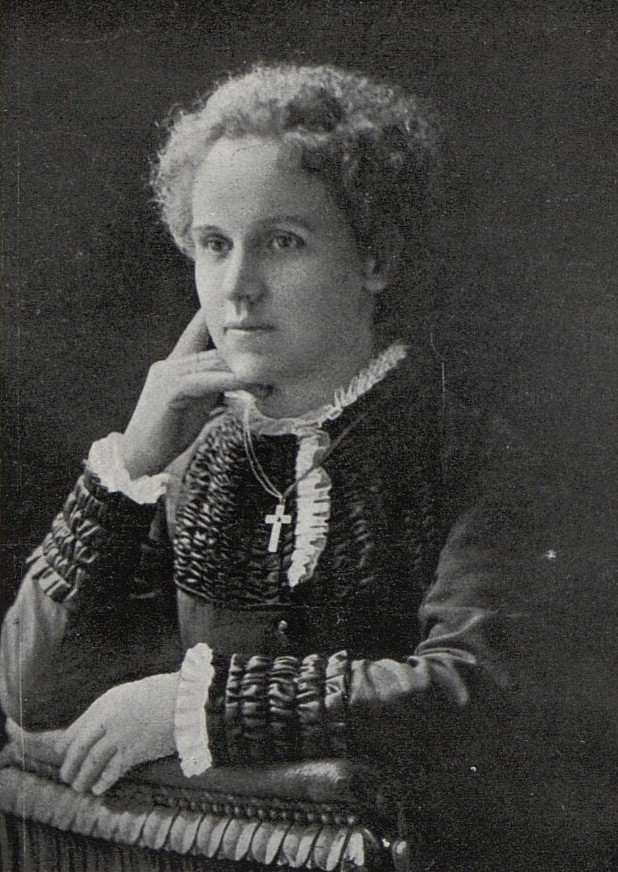
Eliška Tylová
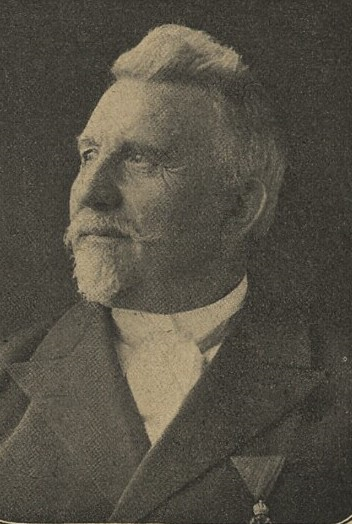
PhDr. Josef Forchheim

Po Tylově smrti se Anna Forchheimová-Rajská provdala za spisovatele a žurnalistu Josefa Ladislava Turnovského (1837–1901), pozdějšího ředitele Ústřední matice školské, který vedl divadelní společnost po řediteli Josefu Aloisi Prokopovi.

## Tyl jako divadelní kritik
Josef Kajetán vystupoval také jako divadelní kritik, ve třicátých letech negativně hodnotil kvalitu inscenací uváděných ve Stavovském divadle. Nelíbil se mu výběr jednotlivých her, který podléhal komerčním cílům. Odsuzoval také nízkou estetickou hodnotu hraných kusů. Tyl postrádal v českém divadle původní hry psané v českém jazyce. Kritizoval, že se na programech vyskytují zejména překlady cizojazyčných děl. Sám však také hojně překládal z němčiny do češtiny. V roce 1833 založil v časopise Jindy a Nyní kritickou rubriku, ve které analyzoval tehdejší divadelní poměry.

## Tylovy překlady divadelních her

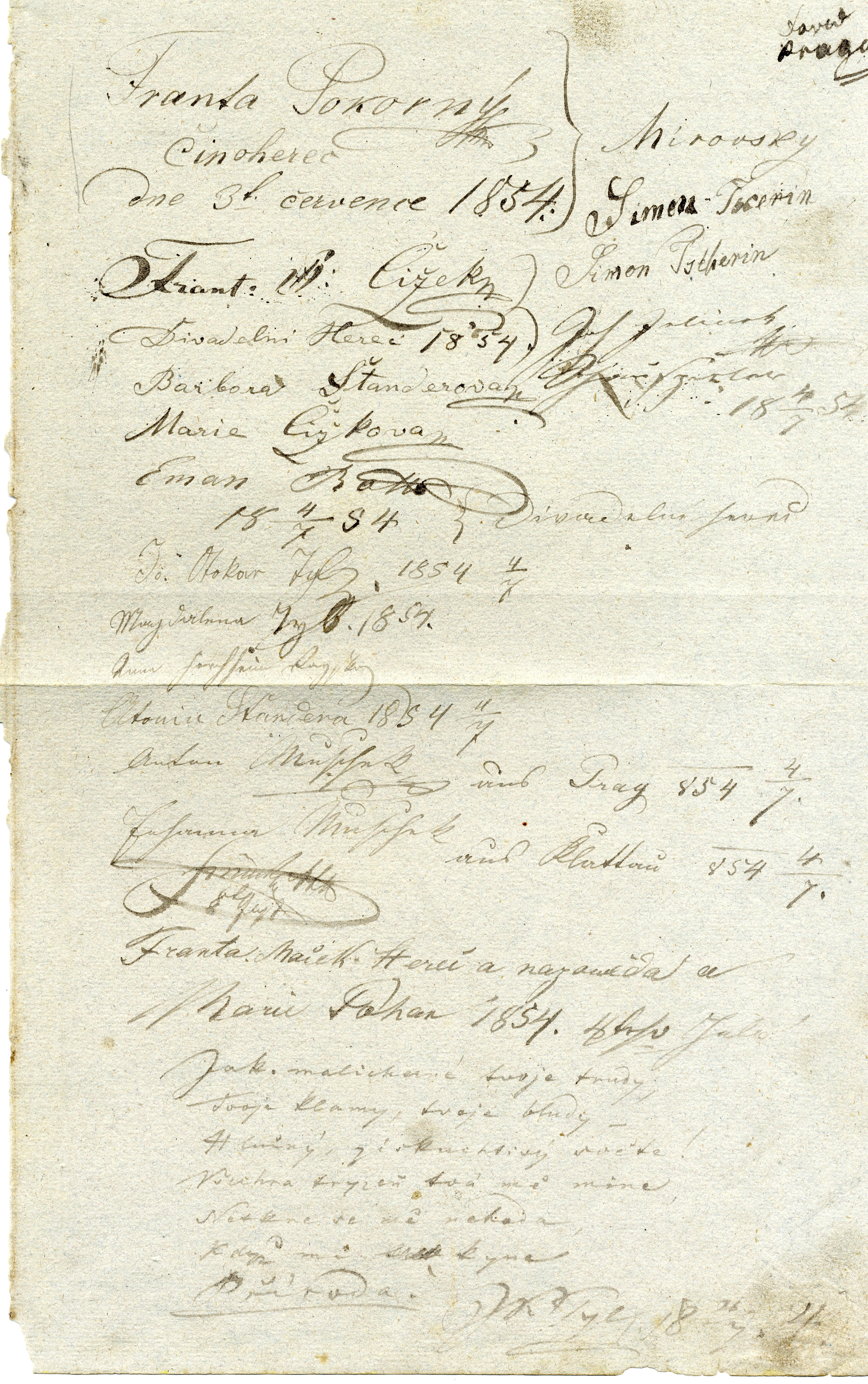
Podpis Tyla s jeho rukopisnou básní na listu s podpisy členů kočovné společnosti z roku 1854

Během svého života přeložil nebo adaptoval přes 50 her. Od roku 1831 působil Tyl jako překladatel ve Stavovském divadle. V začátcích tlumočil především romantické hry, později se orientoval na repertoár vídeňského divadla.
Jedny z prvních děl, která Tyl přeložil, byly Dvě šelmy od Ignanze Franze Castelliho nebo Domácí rozepře od Augusta von Kotzebua. Tento německý dramatik patřil spolu s Ferdinandem Raimundem a Johannem Nepomukem Nestroyem mezi autory, jež Tyl překládal nejčastěji. Tyl se snažil vídeňské frašky zbavovat nevkusu, obohacoval hry o nové zápletky nebo je naopak zkracoval. Často překlady her lokalizoval do českého prostředí a snažil se je přiblížit domácímu obecenstvu a poměrům, které mezi ním panovaly.
Tyl si během tohoto procesu ujasňoval svérázné rysy českého národa. Jeho překladatelská činnost tak postupně dospěla k tvorbě samostatných děl nazývaných dramatickými obrazy ze současnosti, jež jsou známé také jako hry o polepšení. První drama, které Tyl umístil do českého prostředí, byl překlad hry Fortunatus Abenteuer zu Wasser und zu Lande Johanna Wilhelma Lemberta. Roku 1834 byla uvedena pod názvem Václavík Outrata a podivné příhody jeho na zemi a pod vodou. Tyl se v roce 1836 pokusil přebásnit také Krále Leara od Williama Shakespeara. Jednalo se tehdy o první český veršovaný překlad ze Shakespearova díla.

## Dílo

### Žurnalistika
Josef Kajetán Tyl byl redaktorem a s přestávkami řídil od roku 1833 do roku 1845 časopis Květy (Kwěty). Od roku 1846 do roku 1848 vydával časopis Pražský posel a v roce 1849 Sedlské noviny. Přispíval do řady dalších českých časopisů.

### Překlady
- Dědičná smlouva – drama s historickým námětem ve dvou jednáních (poprvé provedeno 17. dubna 1831)

### Divadelní hry

#### Dramatické obrazy ze současnosti
Tyl se nechal inspirovat rakouskými divadelníky Johannem Nepomukem Nestroyem, Augustem von Kotzebuem a Ferdinandem Raimundem, jehož snahy spojit komerční záměr s výchovnými cíli byly Tylovi blízké. Hry se vyznačují střetem osobních ambicí hrdiny a pocitem zodpovědnosti. Zpravidla končí přivedením jedince k pokoře a skromnosti. Na rozdíl od vídeňských předloh, jejichž hlavním cílem bylo diváka pobavit, Tyl se směřoval pozornost k morálnímu a psychologickému aspektu.
- Paní Marjánka, matka pluku (1845)
- Paličova dcera (1847) – Rozárka je dcera venkovského paliče Valenty. Valenta se ze zoufalství a zlosti dopustí žhářství. Rozárka bere vinu na sebe, protože nechce, aby její sourozenci měli otce paliče.
- Bankrotář  (1854 vydáno tiskem)
- Pražský flamendr (1859, vydáno tiskem in memoriam)
- Chudý kejklíř (1870, vydáno tiskem in memoriam)[27]

#### Dramatické báchorky
- Strakonický dudák aneb Hody divých žen (1847) – dudák Švanda odchází do ciziny za vyšším výdělkem, ale pak si uvědomuje, co pro něj domov znamená a vrací se zpět. Tyl chtěl odsoudit lidi, kteří odešli do ciziny. Pokouší se agitovat pro myšlenku, aby lidé pracovali doma – pro národ. Dostupné online.Blatná – Tylova deska na domě na náměstí Míru 212

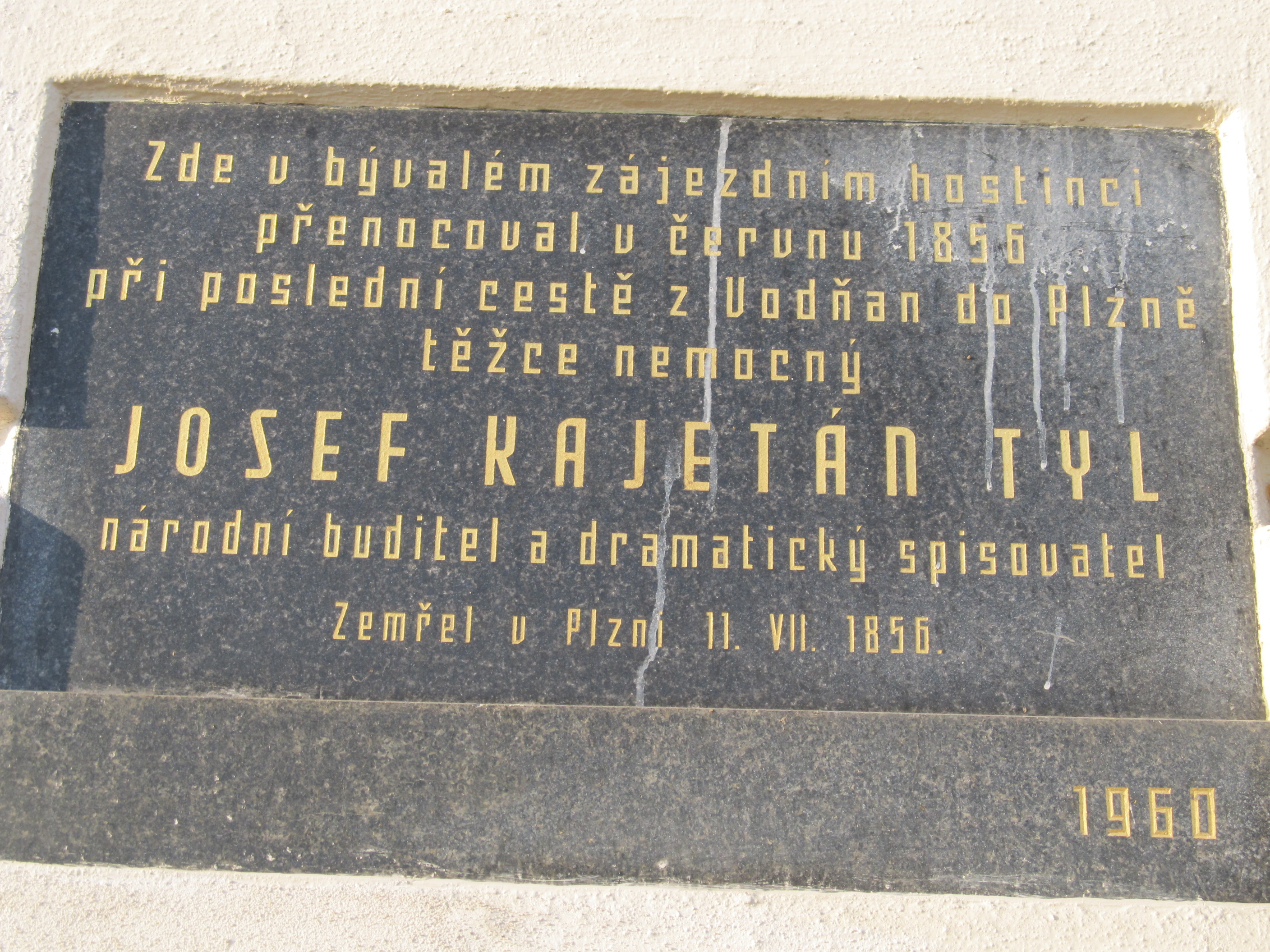
Blatná – Tylova deska na domě na náměstí Míru 212

- Lesní panna aneb Cesta do Ameriky (1869 vydáno tiskem) – objevuje se zde stejná myšlenka jako ve Strakonickém dudákovi.
- Tvrdohlavá žena aneb Zamilovaný školní mládenec (1849) – reagovala na politickou situaci roku 1848, na tuto situaci zde je mnoho narážek. Hlavní hrdinkou je mlynářka, která nechce dát svou dceru školnímu mládenci. Horský duch jí za to spálí mlýn a nechá ji bloudit, až si uvědomí svou chybu a sebe i svou dceru provdá. Dostupné online.
- Jiříkovo vidění (1849). Dostupné online.
- Čert na zemi (1850). Dostupné online.

#### Historické hry
- Krvavý soud aneb Kutnohorští havíři (1848) – zachycuje zde potlačení vzpoury kutnohorských havířů roku 1496. Inspirací mu byla stávka dělníků smíchovské kartounky v roce 1844. Opat (hlavní hrdina), který se snaží vyřešit spory dohodou, je popraven.
- Jan Hus (1849) – hra je namířena proti církvi. Je zde poměrně mnoho historických nepřesností. Například chybně vykreslil postavu Jana Žižky, který v knize Husa velice podporuje a dokonce se nabízí, že s ním pojede do Kostnice. Ve skutečnosti se pravděpodobně nikdy nepotkali. Jejich podpora byla spíše formálnějšího typu. Taktéž zde vykresluje docela barvitě vztah Jana Husa se svojí matkou. K ní se uchýlí po svém vyhnání na venkov. Ve skutečnosti ovšem po svém odchodu z domova svou matku již neviděl. Nebo minimálně o tom nemáme žádné zprávy.[28] Tyl udělal z Husa bojovníka za ideály roku 1848.
- Žižka z Trocnova
- Staré město a Malá Strana
- Krvavé křtiny, aneb Drahomíra a její synové (1849)
- Měšťané a študenti, aneb Oblehnutí Prahy od Švédů

#### Ostatní
- Výhoň Dub[p 1] – tato hra autora neuspokojila, rukopis spálil;[29] byla to jeho první hra a tento neúspěch ho na chvíli odradil od psaní.
- Fidlovačka aneb Žádný hněv a žádná rvačka – (1834) hra se zpěvy, z venkovského prostředí. Zcela zapadla, ale poprvé zde zazněla budoucí česká hymna. Při psaní textu písně Kde domov můj se Tyl nechal inspirovat svými dojmy z údolí řeky Vrchlice. Dostupné jako e-kniha. Dostupné online.
- Slepý mládenec (1836). Dostupné online.
- Zeman ze starého času aneb Cop a frak – komický obraz ze společnosti ve čtyřech jednáních (poprvé provedeno 10. října 1847)

### Nedramatická tvorba (próza)
- Dekret kutnohorský (1841) – novela. Dostupné online.
- Rozina Ruthardova (psáno 1838) – novela. Dostupné online.
- Břeněk Švihovský (psáno 1840) – pětidílná historická novela inspirovaná osudy husitského hejtmana Břeňka Švihovského z Dolan, který padl v bitvě u Sudoměře. Dostupné online.
- Vojta chudý čeledín – adaptace románu švýcarského autora Jeremiase Gotthelfa. Vyšla za finanční podpory pojizerského vlastence a mecenáše Jana Krouského.
- Poslední Čech (1844) – neúspěšný román, obrací se k odnárodněné šlechtě. Hrabě Velenský se považuje za posledního Čecha a chce pro národ získat svého syna, který se národu vzdálil. Nakonec se mu to podaří. Řeší zde generační problémy. V tomto díle převažují romantické prvky nad realistickými. Bylo terčem Havlíčkovy kritiky.[30] Dostupné online.

### Drobná díla
- České granáty – satira (vydáno v roce 1844). Dostupné online.
- Pomněnky z roztěže – satira (vydáno v roce 1844). Dostupné online.
- Kusy mého srdce – povídky (autobiografie)
- S poctivostí nejdál dojdeš – povídka.
- Zloděj – povídka.
- Karbaník a jeho milá – povídka (psáno v roce 1850). Dostupné online.
- Braniboři v Čechách (1847) – povídka. Dostupné online.
- Rozervanec (1840) – odsouzení romantických životních postojů, kritika Karla Hynka Máchy, především jeho Máje. Dostupné online.

## Památky na J. K. Tyla

### Pomníky
- Stojící postava, bronz; Alois Sopr (1985) – Plzeň, Smetanovy sady
- Polopostava v bloku kamene se dvěma alegorickými postavami žen-múz – Plzeň, Mikulášské náměstí (na podzim 2011 přesunutý z Lochotína)
- Náhrobek s truchlící figurou anděla, pískovec, Antonín Wildt (1858), nahrazen kopií; – Plzeň, Mikulášský hřbitov

### Busty
- Poprsí, bronz; foyer Národního divadla v Praze
- Poprsí, patinovaná sádra; sbírka divadelního oddělení Národního muzea v Praze
- Busta, bronz; Karel Dvořák (1933), Kutná Hora, foyer divadla
- Busta reliéfní; medailon na fasádě Tylova domu, Kutná Hora, Tylova ulice 6
- Busta, pískovec; Antonín Mára (1926), České Budějovice, Městské divadlo, fasáda budovy[zdroj?]
- Busta, bronz; Miroslav Pangrác (cca 1980), Rakovník, foyer divadla, nahrazena autorskou kopií z r. 2010

### Pamětní desky
Pamětní desky jsou umístěny na řadě míst, kde Josef Kajetán Tyl pobýval a pracoval (Praha – náměstí Republiky a Stavovské divadlo, Blatná, Domažlice, Třeboň, Plzeň)